# Miguel Condé
Miguel Condé es un pintor, dibujante y grabador figurativo mexicano. Nació el 31 de mayo de 1939 en Pittsburgh, Estados Unidos. Vive y trabaja entre Madrid y Sitges, España.
Autodidacta a excepción de estudios de anatomía con Stephen Rogers Peck en Nueva York y técnicas de grabado en el Atelier 17 de Stanley William Hayter en París. Becario de la Fundación Guggenheim para América Latina y del Gobierno Francés, Condé ha recibido varios premios internacionales y es miembro titular de la Société des Peintres-Graveurs Français. Su obra está representada en numerosos museos y colecciones (Museo de Arte Moderno de Nueva York, Cleveland Museum of Art, Blanton Museum of Art en Austin, University of Essex Collection of Latin American Art, Museo Nacional Centro de Arte Reina Sofía en Madrid, Albertina en Viena, Bibliothèque Nationale de France en París, etc.).